# Myers Y. Cooper

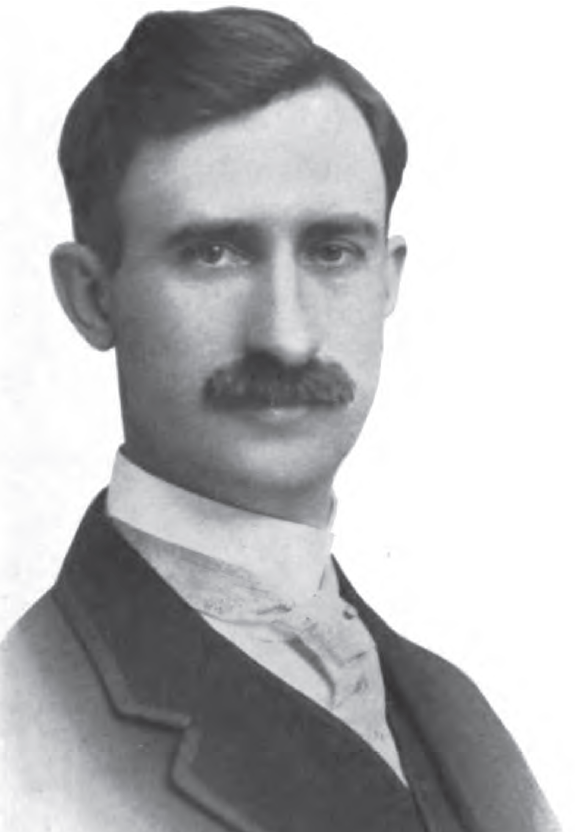
Myers Y. Cooper

Myers Young Cooper, född 25 november 1873 i Licking County, Ohio, död 6 december 1958 i Cincinnati, Ohio, var en amerikansk republikansk politiker. Han var den 51:a guvernören i delstaten Ohio 1929-1931.
Cooper studerade vid lärarhögskolan National Normal University i Lebanon, Ohio. Han arbetade från och med 1894 inom fastighetsbranschen.
Cooper utmanade ämbetsinnehavaren A. Victor Donahey i guvernörsvalet 1926 utan framgång. Han besegrade sedan Martin L. Davey i guvernörsvalet 1928. Cooper kandiderade 1930 till omval men förlorade mot demokraten George White. Han kandiderade ännu utan framgång i republikanernas primärval inför guvernörsvalet 1932.
Cooper avled hemma i stadsdelen Hyde Park i Cincinnati. Hans hus är nuförtiden en montessoriskola. Han var medlem av Kristna Kyrkan - Kristi Lärjungar och hans grav finns på Spring Grove Cemetery i Cincinnati.